# Marcel Duchamp
Marcel Duchamp (n. 28 iulie 1887, Blainville-Crevon, Haute-Normandie, Franța – d. 2 octombrie 1968, Neuilly-sur-Seine, Région parisienne, Franța) a fost un pictor francez (cetățean american din 1955) format în mediul cultural efervescent al Parisului de la începutul secolului al XX-lea, într-o familie cu preocupări artistice. Duchamp lucrează în primii ani pânze de influență impresionistă, pentru ca ulterior să fie asociat dadaismului și suprarealismului.

## Biografie
Din 1912 începe căutările care îl vor conduce spre ultimele consecințe ale avangardei, deschizând drumul unor direcții ce-și propun să atingă domeniul sugestiv intitulat antiartă (nonartă). Plecând de la preocupările futuriștilor pentru redarea mișcării lucrarea sa "Nud coborând o scară" (Nu descendant un éscalier), (1912) în 1913 tinde spre abstracția completă, atinsă în marele panou la Mariée Mise a nu par ses celibataires (1915-1923).

### Multimedia
- Marcel Duchamp - Anemic cinema - 1926, Youtube